# Jasper Steverlinck
Jasper Steverlinck (Gent, 30 april 1976) is een Vlaamse zanger. Hij was zanger en gitarist bij de Gentse band Arid. Sinds 2004 is hij solo aan de slag.
Steverlinck was met zijn band Arid finalist tijdens Humo's Rock Rally. In 1999 brachten ze hun debuutalbum Little Things Of Venom uit. In 1996, 1999, 2000 en 2002 trad hij met de groep op op Rock Werchter. In die periode waren zij ook het voorprogramma op buitenlandse tournees met groepen als Suede en Counting Crows.
In 2001 ging Steverlinck aan de slag als stemacteur toen hij de rol van Johnny op zich nam in de film Haunted Castle. In 2002 kwam het tweede album van de band uit, All Is Quiet Now. In 2003 bracht de groep een liveplaat, Live uit.
In 2004 startte Steverlinck eveneens een solocarrière. Zijn eerste single Life on Mars stond in 2003 twintig weken in de Ultratop 50, waarvan acht weken op nummer 1. Het album Songs of Innocence stond 41 weken in de Ultratop 50 voor albums en stond vijf weken op nummer 1. In 2005 werd hij ziek (toxoplasmose) en buitensporig moe. Geen festivaloptredens, geen nieuwe plaat en hij kon lange tijd niet meer optreden. In 2008 ging hij weer aan de slag met de band Arid en ze brachten een derde album uit, All Things Come in Waves. In 2010 kwam Arid met een vierde album Under the Cold Street Lights. De vier Arid-albums alsook zijn solo-album haalden in België alle vijf goud. In 2012 stopte Steverlinck met Arid om zich weer toe te leggen op zijn solocarrière.
Eerder in 2009 werkte hij nog mee aan Guilt Machine, een muzikaal project van de Nederlandse muzikant Arjen Anthony Lucassen (ook gekend van Star One, Ayreon en Ambeon). Het album This Perfect Day, waarop Jasper Steverlinck alle songs heeft ingezongen, kwam uit in augustus 2009.
In 2011 was hij een van de vier coaches in de talentenshow The Voice van Vlaanderen. Zijn kandidaat Glenn Claes won de eerste editie van de talentenjacht. In 2013 won Paulien Mathues, opnieuw iemand uit zijn team, de tweede editie. Hij was twee seizoenen coach.
In 2017 dook hij in de studio voor de opname van zijn solo-album Night Prayer, dat in maart 2018 verscheen. Voor de eindproductie werkte hij samen met producer Jean Blaute. In de aanloop van de nieuwe plaat bracht hij twee singles uit: "Things that I should have done" en "That's not how dreams are made". Het nummer "Here's to love" werd het themalied van Music For Life 2017. In augustus 2018 haalde ook dit solo-album opnieuw goud, stond vijf opeenvolgende weken op 1 in de Vlaamse Ultratop 200 voor albums en was gedurende 68 weken lang aanwezig in deze lijsten.  
In hetzelfde jaar 2018 deed hij mee aan het programma Liefde voor Muziek. Een vijftal van zijn live-uitvoeringen in dit programma van bewerkingen van nummers van collega-artiesten, zoals Ice Queen (Sharon den Adel), I Told You (Gaetano Donizetti), Killing Dragons (K's Choice), My Day Will Come (Coco Jr.), en One Thing I Can't Erase (Niels Destadsbader), haalden een Ultratip-notering. Hieruit ontstond ook een samenwerking met Sharon den Adel van Within Temptation op haar plaat Resist, waarop Steverlinck meezong op de single en radiohit Firelight.
Met zijn plaat Night Prayer startte Jasper Steverlinck op 18 oktober 2017 een mega-tournee in de grotere zalen van de culturele centra, die eindigde op 28 februari 2019 in het Kursaal van Oostende. Het werden zowat 81 uitverkochte concerten en meer dan 60.000 verkochte tickets.
Eind november 2019, 20 jaar na de release van de eerste Arid-plaat Little Things Of Venom, speelde dezelfde groep "Arid Rewind" in twee uitverkochte Ancienne Belgiques nog eens deze plaat integraal. Bij die gelegenheid kreeg Arid ook een gedenksteen met "ster"-vermelding in het voetpad naast de Ancienne Belgique in Brussel.
In de periode van november 2021 tot mei 2022, tijdens de coronapandemie, deed Jasper Steverlinck een "Churches Tour" in diverse gemeenten, voornamelijk in Vlaanderen. Hijzelf solo met gitaar en met enkel begeleiding op het keyboard van zijn vaste muzikale soulmate Valentijn Elsen. Hij realiseerde toen 22 optredens in 21 telkens integraal uitverkochte kerken. 
Hierna schreef Jasper Stevelinck aan het album The Healing, dat gepland staat voor januari 2025. Enkele maanden voor de lancering van het album startte "The Healing Tour", waarin vooral de nieuwe nummers gespeeld worden. 

## Discografie
| Single met hitnotering(en) in de Vlaamse Ultratop 50 | Datum van verschijnen | Datum van binnenkomst | Hoogste positie | Aantal weken | Opmerkingen                 |
| ---------------------------------------------------- | --------------------- | --------------------- | --------------- | ------------ | --------------------------- |
| Life on Mars                                         | 2002                  | 04-01-2003            | 1               | 20           | met Steven en Stijn Kolacny |
| Let Her Down Easy                                    | 2003                  | 05-07-2003            | tip4            | -            | met Steven Kolacny          |
| It Must Be Love                                      | 2004                  | 21-08-2004            | tip3            | -            |                             |
| Insensitive                                          | 2004                  | 01-01-2005            | tip17           | -            |                             |
| Things That I Should Have Done                       | 2015                  | 31-10-2015            | 49              | 1            |                             |
| That's Not How Dreams Are Made                       | 2017                  | 07-10-2017            | 29              | 7            |                             |
| Here's to Love                                       | 2017                  | 09-12-2017            | 6               | 12           |                             |

### Albums
| Album met hitnotering(en) in de Vlaamse Ultratop 200 albums | Datum van verschijnen | Datum van binnenkomst | Hoogste positie | Aantal weken | Opmerkingen |
| ----------------------------------------------------------- | --------------------- | --------------------- | --------------- | ------------ | ----------- |
| Songs of Innocence                                          | 28-06-2004            | 08-05-2004            | 1(5wk)          | 41           |             |
| Uncut                                                       | 20-10-2017            | 28-10-2017            | 3               | 26           | Live-ep     |
| Night Prayer                                                | 23-03-2018            | 31-03-2018            | 1(1wk)          | 79           |             |
| Liefde voor muziek 2024                                     | 23-04-2024            | 20-04-2024            | 19              | 13           | Livealbum   |
| The Healing                                                 | 31-01-2025            | 08-02-2025            | 2               | 1*           |             |